# Ericoideae
Sous-famille
Classification APG III (2009)
Les Ericoideae (Éricoïdées) sont une sous-famille de plantes à fleurs dicotylédones de la famille des Ericaceae.

## Liste des tribus et genres
Selon NCBI (28 septembre 2024) :
- tribu des Bryantheae
  - genre Bryanthus
  - genre Ledothamnus
- tribu des Empetreae
  - genre Ceratiola
  - genre Corema
  - genre Diplarche
  - genre Empetrum
- tribu des Ericeae
  - genre Bruckenthalia
  - genre Calluna
  - genre Daboecia
  - genre Erica
- tribu des Phyllodoceae
  - genre Bejaria
  - genre Elliottia
  - genre Epigaea
  - genre Kalmia
  - genre Kalmiopsis
  - genre Phyllodoce
  - genre Rhodothamnus
- tribu des Rhodoreae
  - genre Menziesia
  - genre Rhododendron
  - genre Therorhodion